# Донецкая губерния (ДКСР)
Донецкая губерния — административно-территориальная единица Донецко-Криворожской республики.

## История
Донбасс, как самостоятельная административная единица появилась ещё до создания Донецко-Криворожской республики 17 декабря 1917 года на 1 конференции ревкомов Донбасса на котором был создан ЦВРКД. После создания Донецко-Криворожской республики представители Донбасса договорились, что ЦВРК будет действовать как губернский ревком. ЦВРКД для закрепления де-факто своих губернских прав выработал проект новой административной единицы Донецкой губернии осталось декретировать её постановлением СНК ДКСР.

О провозглашении Донецко-Криворожской республики и реакции местного населения на её создания оставил воспоминания деятель первой Донецкой губернии член ВЦИК Острогорский Михаил Иванович :
```
"...харьковские большевики, создавшие Донецко - Криворожскую республику, в своих мотивах не опирались на ясно выраженную мысль донбасских болшевистских организаций. Чувство большого удовлетворения, с которым донбасские парторганизации и рабочие массы встретили образование Донецко - Криворожской республики, вытекало из осознанной последними необходимости создания своих прочных донбасских организационных центров. Однако этот факт вовсе не означает, что донбасские большевики во всем разделяли позиции харьковских большевиков в их отношении к ЦИКУК’е. "
```

В этих целях ЦВРКД созвал в конце февраля 1918 года в Юзовке специальное совещание из представителей всех горнозаводских районов от Гришино до Белой Калитвы, которое выработало проект границ новой губернии и деления её на районы (уезды). Но в связи с началом боевых действий проект губернии не был утверждён СНК ДКСР. Губерния просуществовала с 17 декабря до 26 апреля 1918 года.

## Представители в Харькове
- Лапин, Сергей Иванович
- Острогорский Михаил Иванович[5]

## Вооруженные силы
- Красная гвардия Донбасса — с 19 декабря 1917 по 17 февраля 1918.
- Красная Армия Донбасса — 17 февраля по 27 марта 1918.
- Донецкая армия — с 27 марта по 20 апреля 1918.
- 5-я РККА — с 20 апреля — 23 июня 1918.

## Административный центр
- Никитовка - декабрь 1917 - февраль 1918
- Юзовка - февраль апрель 1918
- Алексендровск-Грушевск - 20 апреля - 26 апреля 1918
- Ростов на Дону - 26 апреля 2 мая 1918

## Территория
Военная власть первой Донецкой губернии в лице Центрального Штаба Красной гвардии Донбасса была распространена на штабы красной гвардии и местные советы, исходя из документов на такие территории и населенные пункты:
Власть ЦВРКД над Бахмутским, Мариупольским, Славяносербским уездах и Таганрогским округом признавал СНК ДКР. Так Совнарком ДКР 23 февраля 1918 поручил ЦВРКД как исполнительному органу местных советов взимать чрезвычайный налог с буржуазии Юзовки, Луганска, Мариуполя, Таганрога, Бахмута.
Бахмутский уезд
- Бахмут , Гришино, Дружковка, Дебальцево, Енакиево, Краматорск, Константиновка, Лисичанск, Горловка.

Мариупольский уезд
- Мариуполь.

Славяносербский уезд
- Алмазная, Луганск, Попасная, Ровеньки.

Таганрогский округ
- Власовка, Амвросиевка, Макеевка, Матвеев Курган, Таганрог, Иловайск, Свердловск, Красный Луч, Торез.

Донецкий округ
- Красный Сулин, Грушевская, Зверево, Каменск Шахтинск.

Также штабы красной гвардии, которые подчинялись ЦШКГД находились за пределами губернии
- Харьков
- Славянск
- Бердянск
- Мелитополь
- Екатеринослав

## Руководство
- Харечко, Тарас Иванович

### Комиссары уездов
Бахмутский уезд
- Казимирчук Петр Григорьевич — конец января — апрель 1918

Мариупольский уезд
- Варганов, Василий Афанасьевич — 1 января — 8 апреля 1918

Старобельский уезд
- Шевцов, Дмитрий Иосифович — 19 января — 1 марта 1918

Славяносербский уезд
- Лутовинов, Юрий Хрисанфович — март — 10 апреля 1918

Таганрогский округ
- Иван Родионов — 20 января — 17 апреля 1918.

Донецкий округ
- Ковалев, Виктор Семенович

## Судьба руководства
Погибли:
- застрелилась в 1918 году в Юзовке — Пашина
- убит петлюровцами в Екатеринославе 1919 году — Грузман, Шулим Айзикович
- 10 июня 1919 — Круссер, Александр Семёнович

Расстрелянные:
- 5 сентября 1933 — Баранов, Пётр Ионович
- 1 июля 1937 — Геккер, Анатолий Ильич
- 10 сентября 1937 — Сырцов, Сергей Иванович
- 20 сентября 1937 — Вербицкий, Карл Борисович
- 27 ноября 1937 — Харечко, Тарас Иванович
- 7 декабря 1937 — Казимирчук, Петр Гаврилович

Умерли:
- 1924 умер после болезни Пономарев, Демьян Иванович
- 1937 -Трифонов, Евгений Андреевич
- 1973 — Хильков, Семен Алексеевич
- 1974 — Варганов, Василий Афанасьевич

## В культуре
- Ал. Донецкий. «Мы не забыли !». Пьеса о борьбе с немецкими оккупантами на Дону (пр. Восточном Донбассе) в 1918 году. В 7 картинах с прологом. Ростовское областное книгоиздательство. Ростов на Дону 1941 г.